# Bartolomeo Maraschi
Bartolomeo Maraschi (falecido em 1487) foi um prelado católico romano que serviu como bispo de Città di Castello (1474–1487).

## Biografia
No dia 15 de julho de 1474, Bartolomeo Maraschi foi nomeado pelo Papa Sisto IV como Bispo de Città di Castello.   Como enviado papal, viajou a Buda para negociações de paz com o imperador. Serviu como Bispo de Città di Castello até à sua morte em 1487. De 1473 até ao seu falecimento, ele também foi mestre da capela papal.